# Dubai Duty Free Tennis Championships 2015
Die Dubai Duty Free Tennis Championships 2015 waren ein Tennisturnier der WTA Tour 2015 für Damen und ein Tennisturnier der ATP World Tour 2015 für Herren in Dubai. Das Damenturnier der WTA fand vom 13. bis 22. Februar 2015 statt, das Herrenturnier der ATP vom 23. Februar bis 1. März 2015.

## Herrenturnier
→ Qualifikation: Dubai Duty Free Tennis Championships 2015/Herren/Qualifikation
Im Herreneinzel konnte sich der Titelverteidiger Roger Federer im Finale gegen Novak Đoković in zwei Sätzen durchsetzen. Im Doppel gewann an Position vier gesetzt Daniel Nestor zusammen mit dem Vorjahressieger Rohan Bopanna gegen Nenad Zimonjić und Aisam-ul-Haq Qureshi.

## Damenturnier
→ Qualifikation: Dubai Duty Free Tennis Championships 2015/Damen/Qualifikation
Im Finale des Dameneinzels siegte die topgesetzte Simona Halep gegen Karolína Plíšková. Den Titel in der Doppelkonkurrenz sicherten sich Tímea Babos und Kristina Mladenovic gegen Carla Suárez Navarro zusammen mit Garbiñe Muguruza.